# Marcus Bundgaard
Marcus Bundgaard Sørensen (Brønderslev, 5 agosto 2001) è un calciatore danese, portiere del SønderjyskE.

## Carriera
Cresciuto nel settore giovanile dell'Aalborg, ha iniziato la sua carriera calcistica con il Jammerbugt dove ha giocato dal 2020 al 2022 fra seconda e terza divisione danese. Nel gennaio del 2022 è stato acquistato dal Vendsyssel ed a partire dalla stagione successiva è stato nominato nuovo portiere titolare.
Il 7 marzo 2024 è stato ceduto a titolo definitivo all'Elfsborg, ed il 1º aprile ha debuttato in Allsvenskan nell'incontro pareggiato 2-2 contro il IFK Värnamo. Divenuto una riserva nella seconda metà di stagione, il 5 febbraio 2025 è tornato in Danimarca dove ha firmato un contratto con il SønderjyskE, club con cui ha esordito nella prima divisione danese.

## Statistiche

### Presenze e reti nei club
Statistiche aggiornate al 14 maggio 2025.
| Stagione          | Squadra           | Campionato        | Campionato | Campionato | Coppe nazionali | Coppe nazionali | Coppe nazionali | Coppe continentali | Coppe continentali | Coppe continentali | Altre coppe | Altre coppe | Altre coppe | Totale | Totale |
| Stagione          | Squadra           | Comp              | Pres       | Reti       | Comp            | Pres            | Reti            | Comp               | Pres               | Reti               | Comp        | Pres        | Reti        | Pres   | Reti   |
| ----------------- | ----------------- | ----------------- | ---------- | ---------- | --------------- | --------------- | --------------- | ------------------ | ------------------ | ------------------ | ----------- | ----------- | ----------- | ------ | ------ |
| 2020-2021         | Jammerbugt        | 2D                | 26         | -24        | CD              | 2               | -4              | -                  | -                  | -                  | -           | -           | -           | 28     | -28    |
| 2021-gen. 2022    | Jammerbugt        | 1D                | 14         | -32        | CD              | 0               | 0               | -                  | -                  | -                  | -           | -           | -           | 14     | -32    |
| Totale Jammerbugt | Totale Jammerbugt | Totale Jammerbugt | 40         | -56        |                 | 2               | -4              |                    | -                  | -                  |             | -           | -           | 42     | -60    |
| gen.-giu. 2022    | Vendsyssel        | 1D                | 3          | -4         | CD              | 0               | 0               | -                  | -                  | -                  | -           | -           | -           | 3      | -4     |
| 2022-2023         | Vendsyssel        | 1D                | 32         | -43        | CD              | 0               | 0               | -                  | -                  | -                  | -           | -           | -           | 32     | -43    |
| 2023-2024         | Vendsyssel        | 1D                | 21         | -27        | CD              | 0               | 0               | -                  | -                  | -                  | -           | -           | -           | 21     | -27    |
| Totale Vendsyssel | Totale Vendsyssel | Totale Vendsyssel | 56         | -74        |                 | 0               | 0               |                    | -                  | -                  |             | -           | -           | 56     | -74    |
| 2024              | Elfsborg          | A                 | 13         | -15        | CS              | 1               | 0               | UEL                | 0                  | 0                  | -           | -           | -           | 14     | -15    |
| 2024-2025         | SønderjyskE       | SL                | 13         | -24        | CD              | 0               | 0               | -                  | -                  | -                  | -           | -           | -           | 13     | -24    |
| Totale carriera   | Totale carriera   | Totale carriera   | 122        | -169       |                 | 3               | -4              |                    | 0                  | 0                  |             | -           | -           | 125    | -173   |